# Sinagoga de Bevis Marks
La Sinagoga de Bevis Marks, oficialmente Qahal Kadosh Sha'ar ha-Shamayim (en hebreo: קהל קדוש שער קדוש, "Puerta del Cielo de la Santa Congregación") es la sinagoga más antigua del Reino Unido. Se encuentra en Aldgate, en la City de Londres.
La primera inaugurada en Inglaterra desde la expulsión de 1290.
La sinagoga fue construida en 1701 con David Nieto como rabino y está afiliada a la histórica comunidad judía española y portuguesa de Londres. Es un monumento clasificado de Grado I. Es la única sinagoga en Europa que ha tenido servicios regulares durante más de 300 años.